# أليسا زيسني
أليسا زيسني (ولدت في 25 يونيو 1987) لاعبة تزلج أمريكية سابقة، بطلة نهائي سباق الجائزة الكبرى 2010، وبطلة مسابقة سكيت كندا مرتين (2005 ، 2010)، بطلة مسابقة سكيت أمريكا لعام 2011، بطلة الولايات المتحدة مرتين (2009 ، 2011) وهي أيضًا بطلة الولايات المتحدة المفتوحة الكبرى للمحترفين لعام 2019.